# Alan Knight
Alan Knight est un footballeur anglais né le 3 juin 1961 à Londres. Il évoluait au poste de gardien de but. 
Il a joué 801 matchs avec Portsmouth, ce qui fait de lui le joueur le plus capé du club.
Il possède deux sélections en équipe d'Angleterre espoirs, acquises en 1983.

## Carrière
- 1978-2000 : Portsmouth  Angleterre